# クソザコボウコウ押井さん
『クソザコボウコウ押井さん』（クソザコボウコウおしいさん）は、つっつによる日本の漫画作品。トイレが近い美少女と彼女の膀胱を守ろうとする陰キャ少年の学園生活を描いたラブコメ作品。『コミックヘヴン』（日本文芸社）にて、2024年11月号より連載中。

## あらすじ
入学式の翌日、岸野守はクラスメイトの押井ここに見惚れるが、彼の視線を感じたここは守を激しく責め立てる。翌日、辛そうにしているここを見た守は体調不良を疑い、彼女を保健室に向かわせるが、何故かここは保健室とは反対方向に走り出し、階段から転落しそうになる。守はここを身を挺して守るが、ここは失禁してしまう。ここは体調不良ではなく、おしっこを我慢していたのだ。ここの失禁を目の当たりにした守は彼女の膀胱を守ることを決意する。

## 登場人物
岸野守
高校1年生の陰キャ少年。ここに惚れており、彼女の失禁に遭遇したことがきっかけで彼女の膀胱を守ると約束する。
押井ここ
守の前の席に座っている学年一の美少女。膀胱が弱く、すぐにおしっこがしたくなる体質で頻繁に失禁のピンチに陥る。

## 書誌情報
- つっつ『クソザコボウコウ押井さん』〈ニチブンコミックス〉、既刊1巻（2025年3月18日現在）
  1. 2025年3月18日発売[3]、ISBN 978-4-537-14981-4